# محطم الثلج (رواية)
مُحطّم الثلج (بالفرنسية: Le Transperceneige)‏ هي رواية مصورة فرنسية، في صنف أدب نهاية العالم وما بعدها، من تأليف كل من جاك لوب، بنجامين ليجراند، جان مارك راشيت سنة 1982.
سنة 2013، قام المخرج الكوري الجنوبي بونغ جون هو بنقل الرواية إلى فيلم بنفس العنوان (محطم الثلج).

## القصة
بعد إجراء تجربة فاشلة من أجل التصدي للاحتباس الحراري، يحدث عصر جليدي يقضي على الحياة في كوكب الأرض إلا بعض الناجين، يعيشون في قطار مكون من 1001 عربة تجول العالم. تعيش الصفوة في مقدمة القطار، أما الفقراء فيعيشون في ذيل القطار.

## روابط خارجية
- Le Transperceneige على موقع Bédéthèque